# Gerald Knaus
Gerald Knaus (Bramberg am Wildkogel, 1970) is een Oostenrijks sociaal wetenschapper. Hij wordt beschouwd als de architect van de zogenaamde Turkijedeal van 18 maart 2016.
Knaus werd in 1970 geboren in Bramberg am Wildkogel, Oostenrijk. Hij studeerde in Brussel en Bologna.
In 1999 was Knaus medeoprichter van het European Stability Initiative, een progressieve denktank in Sarajevo. Hij ontving donaties van organisaties die banden hebben met de Amerikaanse miljardair George Soros. Sinds 2015 is hij een uitgesproken voorstander van het immigratiebeleid van de Duitse bondskanselier Angela Merkel. Ook steunde hij het vluchtelingenbeleid van PvdA-fractieleider Diederik Samsom.
In 2019 werd hij door de Duitse minister voor Economische Samenwerking en Ontwikkeling Gerd Müller gevraagd om deel uit te maken van een commissie die werd belast met het doen van aanbevelingen over het omgaan met vluchtelingen en migratie.
Op 8 maart 2020 was Knaus naar aanleiding van oplopende spanningen rond de Turkijedeal te gast in het televisieprogramma Buitenhof. Hier bekritiseerde hij Europese leiders om hun aanpak van de vluchtelingenkwestie, die zich niet altijd zouden houden aan internationale verdragen en ongepaste taal zouden bezigen.
Knaus is lid van de European Council on Foreign Relations (ECFR) en lid van de adviesraad van het Centre for Economic and Foreign Policy Studies (EDAM). Hij woont in Berlijn.